# 天興 (金)
天興（てんこう）は、金の哀宗及び末帝の治世で用いられた元号。1232年 - 1234年。
- 元年4月14日：即日改元。
- 3年1月7日：蔡州の戦いでモンゴル・南宋連合軍に包囲された哀宗が末帝に譲位する。哀宗は自殺、末帝は突入した軍に殺され、金は滅亡する。

## 西暦・干支との対照表
| 天興 | 元年   | 2年    | 3年    |
| 西暦 | 1232年 | 1233年 | 1234年 |
| 干支 | 壬辰   | 癸巳   | 甲午   |